# رستم أباد (الريف الشرقي)
رستم أباد (بالفارسية: رستم‌آباد) هي منطقة سكنية تقع في إيران في قسم الريف الشرقي الريفي. يقدر عدد سكانها بـ 1,039 نسمة .